# آدم فيلك
آدم فيلك (بالإنجليزية: Adam Wilk)‏ هو لاعب كرة قاعدة أمريكي، ولد في 9 ديسمبر 1987 في آناهايم في الولايات المتحدة.

## وصلات خارجية
- آدم فيلك على موقع دوري كرة القاعدة الرئيسي (الإنجليزية)
- آدم فيلك على موقع دوري كوريا الجنوبية لكرة القاعدة (الإنجليزية)
- آدم فيلك على موقعبيزبول رفرنس.كوم (الدوري الرئيسي) (الإنجليزية)
- آدم فيلك على موقعبيزبول رفرنس.كوم (الدوري الثانوي) (الإنجليزية)
- آدم فيلك على موقع إي إس بي إن.كوم (أم.أل.بي) (الإنجليزية)
- آدم فيلك على موقع مشجعي الرسوم البيانية (الإنجليزية)